# Granaria
Granaria ist eine Gattung der Kornschnecken (Chondrinidae) aus der Unterordnung der Landlungenschnecken (Stylommatophora). Die Gattung umfasst derzeit 6 bis 8 Arten, wobei die Stellung mancher Taxa noch kontrovers diskutiert wird.

## Merkmale
Die konisch-zylindrisch bis spindelförmigen Gehäuse sind 7 bis 10 mm hoch und 2,7 bis 3,7 mm breit. Sie haben 8 bis 9 gut gewölbte Windungen mit einem eng gerundeten Apex. Die Schale ist eher dünn und durchscheinend. Sie sind gelblich bis hell hornfarben gefärbt. Die embryonalen Windungen weisen eine charakteristische Ornamentierung mit feinen Körnchen auf. Die postembryonalen Windungen besitzen eine feine unregelmäßige Streifung bis mehr oder weniger reguläre Berippung, die auf den letzten Windungen verschwinden kann. Die Mündung ist rundlich mit einem schwachen ausgeprägten parietalen Kallus. Der Mündungsrand ist zurückgebogen und erweitert. An der parietalen Wand sind zwei Lamellen, eine angulare und eine parietale Lamelle ausgebildet. Es sind zwei Spindellamellen vorhanden. Die Gaumenwand (Palatalwand) weist zwei bis fünf Plicae auf.
Im männlichen Teil des zwittrigen Geschlechtsapparates ist der Samenleiter (Vas deferens) kurz und kaum gewunden und bildet vor dem Eintritt in den Penis einen Epiphallus aus. Der mäßig lange Penis besitzt einen vergleichsweise sehr langen Blindsack (Caecum oder Flagellum), der etwa ein Drittel der Penislänge erreicht. Der Penisretraktormuskel splittet sich in zwei breite Bänder auf, die etwa in der Mitte des Penis und des Epiphallus ansetzen. Die Samenblase (Spermathek) erreicht die Albumindrüse (Eiweißdrüse), der Stiel der Samenblase ist gewöhnlich sehr lang und liegt der Prostatadrüse meist dicht an. Die Vagina ist kürzer als der Penis, etwa gleich lang wie der freie Eileiter (Ovidukt).

## Geographische Verbreitung und Lebensraum
Die Arten der Gattung Granaria kommen in Europa, Kleinasien, auf der Arabischen Halbinsel (Yemen, Oman), im Iran und Pakistan vor.
Sie leben meist am Fuße von Felsen (meist Kalkfelsen), nicht auf der Oberfläche der Felsen wie beispielsweise die Arten der Gattung Chondrina Reichenbach, 1838.

## Taxonomie und Systematik
Das Taxon wurde 1837 von Friedrich Held aufgestellt. Derzeit werden der Gattung folgende Arten zugewiesen.
- Granaria arabica (Dohrn, 1860)
- Granaria braunii (Rossmässler, 1842)
  - Granaria braunii braunii (Rossmässler, 1842)
  - Granaria braunii marcusi Gittenberger & Ripken, 1993
- Wulstige Kornschnecke (Granaria frumentum (Draparnaud, 1801))
- Granaria illyrica (Rossmässler, 1835)
  - Granaria illyrica brelihi (Bole, 1969) (Stellung unsicher)
  - Granaria illyrica illyrica (Rossmässler, 1835)
- Granaria lapidaria (Hutton, 1849)
- Granaria persica Gittenberger, 1973
- Granaria stabili (Martens, 1865)
  - Granaria stabili stabili (Martens, 1865)
  - Granaria stabili anceyi (Fagot, 1881)
- Große Kornschnecke (Granaria variabilis (Draparnaud, 1801))

## Belege